# Oxyropsis carinata
Oxyropsis carinata är en fiskart som först beskrevs av Steindachner, 1879.  Oxyropsis carinata ingår i släktet Oxyropsis och familjen Loricariidae. Inga underarter finns listade i Catalogue of Life.